# 神保武周
神保 武周（じんぼう たけちか、正徳5年（1715年） - 明和5年11月3日（1768年12月11日））は江戸時代の旗本。系図上は神保氏張の子孫であり、神保氏一系の当主である。この神保家は神保町という地名の由来になった家柄である。
通称は幸三郎、宮内、隼人。法名は道徹。。父は小尾信武（武周は三男）、母は伊丹康之の娘、養父は神保氏秀。妻は神保氏秀の養女（実は神保氏壽の娘。つまり、氏秀の妹である）。。子は武甫、陳俊、貞正、武利、勝嘉、武貞、ほか19人。
元文5年（1740年）、家督を相続し、徳川吉宗に御目見する。寛保3年（1743年）には小姓組に列する。延享3年（1746年）の正月、命を受けて稲生氏英と共に畿内各国を視察、宝暦3年（1753年）に辞職する。宝暦8年（1758年）に御書院番となり、宝暦11年（1761年）に辞す。明和5年（1768年）に死去、54歳没。

## 参考
- 「寛政重脩諸家譜. 第7輯」(1923年)

## 関連記事
- 神保氏